# Ірвін (Айдахо)
Ірвін (англ. Irwin) — місто в окрузі Бонневілл, штат Айдахо, США. Є частиною агломерації Айдахо-Фоллс. Згідно з переписом 2010 року населення становило 219 осіб, що на 62 особи більше, ніж 2000 року.

## Географія
Ірвін розташований за координатами 43°24′12″ пн. ш. 111°16′46″ зх. д. / 43.40333° пн. ш. 111.27944° зх. д. (43.403376, -111.279503).  За даними Бюро перепису населення США в 2010 році місто мало площу 6,35 км², з яких 6,35 км² — суходіл та 0,00 км² — водойми.

## Демографія

### Перепис 2010 року
Згідно з переписом 2010 року, у місті проживало 219 осіб у 103 домогосподарствах у складі 70 родин. Густота населення становила 34,5 особи/км². Було 166 помешкання, середня густота яких становила 26,2/км². Расовий склад міста: 99,1 % білих, 0,5 % азіатів, and 0,5 % людей, які зараховують себе до двох або більше рас. Іспанці та латиноамериканці незалежно від раси становили 0,5 % населення.
Із 103 домогосподарств 15,5 % мали дітей віком до 18 років, які жили з батьками; 62,1 % були подружжями, які жили разом; 4,9 % мали господиню без чоловіка; 1,0 % мали господаря без дружини і 32,0 % не були родинами. 25,2 % домогосподарств складалися з однієї особи, у тому числі 9,7 % віком 65 і більше років. У середньому на домогосподарство припадало 2,13 мешканця, а середній розмір родини становив 2,53 особи.
Середній вік жителів міста становив 52,4 року. Із них 11,9 % були віком до 18 років; 5,1 % — від 18 до 24; 21 % від 25 до 44; 38,4 % від 45 до 64 і 23,7 % — 65 років або старші. Статевий склад населення: 51,6 % — чоловіки і 48,4 % — жінки.
Середній дохід на одне домашнє господарство  становив 53 716 доларів США (медіана — 46 000), а середній дохід на одну сім'ю — 60 203 долари (медіана — 51 250). За межею бідності перебувало 9,8 % осіб, у тому числі 36,4 % дітей у віці до 18 років та 9,3 % осіб у віці 65 років та старших.
Цивільне працевлаштоване населення становило 104 особи. Основні галузі зайнятості: мистецтво, розваги та відпочинок — 26,0 %, науковці, спеціалісти, менеджери — 17,3 %, публічна адміністрація — 11,5 %, освіта, охорона здоров'я та соціальна допомога — 10,6 %.

### Перепис 2000 року
Згідно з переписом 2000 року, у місті проживало 157 осіб у 71 домогосподарствах у складі 47 родин. Густота населення становила 28,5 особи/км². Було 125 помешкань, середня густота яких становила 22,7/км². Расовий склад міста: 98,09 % білих, 0,64 % азіатів, 1,27 % інших рас. Іспанці та латиноамериканці незалежно від раси становили 1,91 % населення.
Із 71 домогосподарства 22,5 % мали дітей віком до 18 років, які жили з батьками; 60,6 % були подружжями, які жили разом; 2,8 % мали господиню без чоловіка, і 32,4 % не були родинами. 31,0 % домогосподарств складалися з однієї особи, у тому числі 15,5 % віком 65 і більше років. У середньому на домогосподарство припадало 2,21 мешканця, а середній розмір родини становив 2,73 особи.
Віковий склад населення: 19,1 % віком до 18 років, 5,7 % від 18 до 24, 17,2 % від 25 до 44, 34,4 % від 45 до 64 і 23,6 % років і старші. Середній вік жителів — 48 років. Статевий склад населення: 52,2 % — чоловіки і 47,8 % — жінки.
Середній дохід домогосподарств у місті становив US$31 250, родин — $42 813. Середній дохід чоловіків становив $28 333 проти $27 250 у жінок. Дохід на душу населення в місті був $17 896. Приблизно 3,5 % родин і 9,7 % населення перебували за межею бідності, включаючи 23,4 % віком до 18 років і жодного від 65 років і старших.